# Śmierć człowieka na Bałkanach
Śmierć człowieka na Bałkanach (oryg. Smrt čoveka na Balkanu) — serbski film fabularny z roku 2012 w reżyserii Miroslava Momcilovicia.

## Opis fabuły
Kompozytor cierpiący z powodu samotności włącza kamerę internetową i popełnia samobójstwo. Uruchomiona przez samobójcę kamera dokumentuje pojawianie się na miejscu zaalarmowanych wystrzałem sąsiadów, a następnie policji, przedstawiciela firmy pogrzebowej, dostawcy pizzy i agenta nieruchomości, nieświadomych tego, że cały czas są nagrywani. Kamera rejestruje ich zachowania i komentarze, które ujawniają prawdę o relacjach w obrębie małej społeczności, w której żył artysta. 
Film został zrealizowany w jednym pomieszczeniu, w jednym ujęciu, bez cięcia.

## Obsada
- Nikola Kojo jako kompozytor
- Emir Hadžihafizbegović jako Aca
- Radoslav Milenković jako Vesko
- Nataša Ninković jako Nada
- Ljubomir Bandović jako policjant
- Branislav Trifunović jako policjant
- Anita Mančić jako Vera
- Milica Mihajlović jako lekarka
- Milos Samolov jako dostawca pizzy
- Nikola Djuričko jako agent nieruchomości
- Zelda Tinska jako Marina

## Nagrody
- Międzynarodowy Festiwal Filmowy w Karlowych Warach 2012
  - Nagroda Independent Camera